# Patrick Shaw
Pour les articles homonymes, voir Shaw.
Patrick Shaw, né le 19 février 1986, est un coureur cycliste australien.

## Biographie
Il décide de mettre un terme à sa carrière cycliste à l'issue de la saison 2016. 

## Palmarès et résultats

### Palmarès par année
- 2004
  - 2e du Giro di Basilicata
  - 3e du championnat d'Australie de l'américaine juniors
- 2007
  - Tour des Grampians Sud :
    - Classement général
    - 1rea étape

  - 3e de la Grafton to Inverell Classic
- 2008
  - 3e du Gran Premio Polverini Arredamenti
- 2009
  - 3e du Tour de Bright
- 2010
  - National Road Series
  - Classement général du Tour de Toowoomba
  - Classement général du Tour of Gippsland
  - 2e étape du Tour de Geelong
  - Launceston to New Norfolk Classic
  - 2e du Tour of Geelong
  - 3e du Tour des Grampians Sud
- 2011
  - Tour de Toowoomba :
    - Classement général
    - 2e étape

  - Classement général du Tour of the Murray River
  - 2e du Canberra Tour
  - 2e du Tour of Geelong
  - 3e du National Road Series
- 2012
  - 3e du Tour of Gippsland
- 2013
  - Melbourne to Ballarat Classic
  - 1re étape du Tour de Tasmanie (contre-la-montre par équipes)
- 2015
  - 1re étape du Tour of the Great South Coast
- 2016
  - 3e étape de la Mitchelton Bay Classic
  - 2e étape du Tour of the King Valley
  - 2e étape du Tour of Gippsland
  - 2e du Tour of Gippsland
  - 3e de la Mitchelton Bay Classic
  - 3e de la Grafton to Inverell Classic
  - 3e du Tour of the Great South Coast

### Classements mondiaux
| Année            | 2008 | 2009 | 2010 | 2011 | 2012 | 2013 | 2014 |
| ---------------- | ---- | ---- | ---- | ---- | ---- | ---- | ---- |
| UCI Asia Tour    |      |      |      | 333e | 171e | 280e |      |
| UCI Europe Tour  | 903e | 840e |      |      |      |      |      |
| UCI Oceania Tour | 75e  |      |      |      |      | 23e  | 29e  |